# Desmoscolex lissus
Desmoscolex lissus är en rundmaskart som beskrevs av Steiner 1916. Desmoscolex lissus ingår i släktet Desmoscolex och familjen Desmoscolecidae. Inga underarter finns listade i Catalogue of Life.